# Hannah Waddingham
Hannah Waddingham, född 28 juli 1974 i London, är en brittisk sångare och skådespelare.
Hennes mor Melodie Kelly och morföräldrar är operasångare och Waddingham växte upp i teatervärlden. Hon har en examen från Academy of Live and Recorded Arts.
Waddingham är bland annat känd för att spela rollen som Rebecca Welton i dramakomediserien Ted Lasso sedan 2020. Rollen resulterade i att hon tilldelades en Emmy Award 2021. Hon spelade även rollen som Septa Unella i Game of Thrones. Waddingham har medverkat i flera uppsättningar vid West End, bland annat Spamalot, Into the Woods och The Wizard of Oz. Hon har nominerats till tre Laurence Olivier Awards för sitt arbete vid teatern.
Waddingham var en av programledarna vid Eurovision Song Contest 2023, tillsammans med Alesha Dixon, Julija Sanina och Graham Norton.

## Filmografi i urval
- 2015 – Partners in Crime (TV-serie)
- 2015–2016 – Game of Thrones (TV-serie)
- 2018–2019 – Krypton (TV-serie)
- 2019–2021 – Sex Education (TV-serie)
- 2020–2023 – Ted Lasso (TV-serie)
- 2022 – Hokus Pokus 2
- 2023 – Den charmerande Tom Jones (TV-serie)
- 2024 – Katten Gustaf – Filmen
- 2025 – Smurfar
- 2025 – The Woman in Cabin 10